# ساعت‌ساز نابینا
ساعت ساز نابینا (به انگلیسی: The Blind Watchmaker) با زیرفرنام چرا شواهد فرگشت، نشان‌دهندهٔ جهان بدون طراح است در سال ۱۹۸۶ به دست ریچارد داوکینز نوشته شد. در این کتاب او توضیحات و استدلال‌هایی برای فرگشت به وسیلهٔ انتخاب طبیعی عنوان نموده‌است. هچنین بر نقدهایی که بر کتاب قبلی‌اش «ژن خودخواه» نوشته شده بود پاسخ داده‌است. هر دو کتاب با هدف عمومی‌ترکردن فرگشت ژن-محور نگاشته شده‌اند.
نام کتاب به شکلی متاثر از تشبیهی است که کشیش قرن هجدهمی ویلیام پالی به کار برد. تشبیه پالی به‌طور کلی چنین بود که: حتی اگر شما ندانید که ساعت چیست، طراحی چرخ دنده‌ها و فنرها و طرز چینش آن‌ها در کنار همدیگر برای یک مقصود خاص، شما را وامی‌دارد که نتیجه بگیرید که «این ساعت باید سازنده‌ای داشته باشد، کسی که آن را به منظوری خاص طراحی کرده‌است؛ سازنده‌ای که از سازوکار آن آگاه‌است، و کاربردی برای این طراحی داشته‌است». «اگر این نتیجه‌گیری در مورد یک ساعت ساده درست باشد، پس آیا کاملاً درست نیست که در مورد چشم، گوش، کلیه، مفصل آرنج، و مغز هم گفته شود که طراح هوشمند و هدفمندی دارند؟ این ساختارهای زیبا، پیچیده، ظریف، و آشکارا طراحی‌شده به مقصود خاص هم باید طراحی، ساعت‌سازی، داشته باشند - که همانا خداست.
پالی به این طریق برهان نظم را بیان کرد که مورد علاقهٔ خداباوران قرار گرفت. داوکینز در تشبیهی تازه، طراحی انسان و توانایی او در برنامه‌ریزی را با انتخاب طبیعی مقایسه می‌کند؛ و به این دلیل فرایند فرگشت را متناظر با ساعت‌ساز نابینا می‌گیرد.
انتخاب طبیعی یعنی فرایند ناآگاه، کور و در پایه غیرشانسی که داروین آن را کشف کرد، هیچ هوشی ندارد. اگر بخواهیم بگوییم فرگشت نقش یک ساعت‌ساز را در طبیعت بازی می‌کند، می‌توان گفت آن یک ساعت‌ساز نابینا است.
داوکینز در تکمیل استدلال‌های خود، که در واقع انتخاب طبیعی می‌تواند سازگاری‌های پیچیدهٔ ارگانیسمها را توضیح دهد؛ این مسئله را عنوان می‌کند که میان توانایی به وجود آمدن پیچیدگی از «یک فرایند سراسر تصادفی»، در مقابل «تصادفی که با انتخاب فزاینده همراه باشد» تفاوت بسیار هست. او این مسئله را با استفاده از برنامه راسو نشان می‌دهد. سپس انتخاب مصنوعی را در مدل کامپیوتری که با استفاده از برنامهٔ آموزشی پیشرفته‌تر ساختهٔ خودش تهیه کرده بود، بهتر نشان داد.
در اواخر کتاب، پس از بحث دربارهٔ توانایی فرگشت برای توضیح دلیل پیچیدگی حیات، داوکینز آن را به عنوان دلیلی بر ضد وجود خدا به کار می‌برد. «یک آفریدگار که توانایی نظم بخشیدن به پیچیدگی‌های جهان را دارد، و به طور لحظه به لحظه یا با هدایت فرگشت را اداره می‌کند،... باید خودش در وهلهٔ نخست به شدت پیچیده باشد...» او این اعتقاد را بدیهی پنداشتن پیچیدگی منظم بدون ارائهٔ توضیح و دلیل دانسته‌است.
در مقدمهٔ کتاب، داوکینز عنوان کرده که کتاب را «نه تنها به جهت متقاعدکردن خواننده از اینکه جهان‌بینی داروینی درست است، بلکه از این جهت که تنها نظریهٔ شناخته شده‌ای است که در اصل قادر به حل مشکل وجود داشتن ماست» نوشته‌است.
ویرایشی جدید از این کتاب در سال ۲۰۰۶ منتشر گشت.

## ساختار کتاب
فصل۱:توضیح بسیار نامحتمل ها
فصل۲:طرح خوب
فصل۳:انباشته شدن تغییر کوچک
فصل۴:ردیابی فواصل حیوانی
فصل۵:قدرت و سوابق
فصل۶:منشاها و معجزه ها
فصل۷:تکامل سازنده
فصل۸:انفجارها و مارپیچ ها
فصل۹:نگاهی دیگر به نقطه باوری
فصل۱۰:یگانه درخت واقعی حیات
فصل۱۱:رقیبان محکوم

## ترجمه فارسی
محمود بهزاد و شهلا باقری مترجمان این اثر به فارسی هستند و انتشارات مازیار آن را چاپ نموده است.